# Амброаз Паре
Амброаз Паре (фр. Ambroise Paré; око 1510 — Париз, 20. децембар 1590) је био француски лекар, анатом, хирург, иноватор, један од пионира хирургије, који је до своје тринаесте године био неписмен и коме су касније забрањиване и спаљиване књиге. Паре је аутор бројних објављених научних радова, иницијатор увођења артеријске лигатуре крвних судова у лечењу рана и лични лекар француских краљева; Анрија II, Франсоа II, Шарл IX и Анрија III .

## Живот
Амброаз Паре је рођен око 1510. у Лавалу, покрајина Мајен у Француској. Још у раној младости истицао се својом надареношћу и жељом за знањем, али због слабог имућног стања као син скромног берберина није могао стећи ваљано образовање. У ери у којој су лекари сматрали да је бављење хирургијом „прљав посао“, испод њиховог достојанства, и препуштали га тзв берберима -хирурзима да се они баве тим занатом., Паре је започео своју каријеру берберина-хирурга у својој тридесетој години у градићу Лавал. Његов отац је био берберина-хирург Конта од Лавала. Његов старији брат је такође био берберин-хирург, код кога је највероватније Паре и започео шегртовање и каријеру скромног берберина-хирурга (бавећи се тим „прљавим занатом“).
Након неколико година шегртовања назадовољан једноличним и претежно берберским послом Паре је отпутовао у Париз где је започео практичан рад и усавршавање у нижој хирургији, најпре као мајсторски помоћник, а затим и као болничар у болници Хотела Дие. Од 1532. до 1537. Паре је радио у болници Хотел Дие у Паризу као клинички асистент изучавајући на медицинском факултету анатомију и хирургију. За овај део живота, Паре је изјавио; „да је тај период био од највеће важности за његову будућу каријеру“.
Године 1536. како није био у стању да плати за полагање испита и лиценцу берберина-хирурга, Паре се одлучио за најокрутнију али и најбољу хируршку школу: учешће у ратовима. Зато се од 1537. придружио војсци команданта Рене де Монтејана, генерал-пуковник пешадије, као његов лични лекар и војни хирург у француској експедицији у Торину.
Паре је након ступиања у војску провео наредних тридесет година лечећи војнике у бројним ратовима које је у 16. веку водила француска војска и постао један од најпознатијих војних хирурга Француске. Након смрти Монтејана 1539, Паре се вратио у Париз сада у могућности да плати таксе за лиценцу како би био прихваћени у друштво барбра-хирурга. Пре него што је окончао каријеру хирурга, радио је и као хирург четворице узастопних краљева Француске (Анрија II, Франсоа II, Шарл IX и Анрија III). Он је као лекар, присуствовао трагичној смрти Анрија II који је убијен у витешкој борби са Контом Монтгомеријем, након које је Француска подељена у грађанском рату.
Године 1539. Паре је оженио Жан Мазелин, ћерку трговца вина, са којом је имао троје деце. Након што је постао удовац, 1573, поново се оженио 18. јануара 1574. Жаклином Руселе, са којом је имао шесторо деце. Једна од његових унука је Френсис Хеделин.
Умро је у Паризу 20. децембра 1590. Амброаз Паре је имао велику сахрану у цркви фр. Saint-André-des-Arts у Паризу.

## Дело
Употреба артиљерије и мускета мења природу рана у 16. веку. Уместо "чистих" резова нанетих мачем или ножем, настајале су обимне зјапећа ране, покиданих ткива и поломљених костију (што је захтевало и нове начине збрињавања). Многи хирурзи тога времена примењивали су драстичне методе хируршког лечења која је укључивала кастрацију у операцији киле, затварање великих артерија топлом пеглеом у току ампутације удова, лечење рана врелим уљем и мастима итд.
Амброаз Паре који је свакодневно гледао па и сам примењивао тадашњи начин лечења, који је био врло депресиван и најчешће погубан јер се састојао од каутеризација рана, пуштање крви, насилног презнојавања, примене еметика, средстава за изазивање повраћања, пургатива, клизми итд, у њему је развило да уведе битне новине у хируршком и другом лечењу.
Он одбацује каутеризацију рана (методу спаљивања усијаним гвожђем или врелим уљем, која се примењивала јер се претпостављало да су таква рана отроване барутом), и уводи стављање облога на ране, које су се састојале од мешавине жуманца, уља руже и терпентина. Први почиње да примењује лигатуру (подвезивање) крвних судова код ампутација удова. Зато је врло брзо постао омиљен код рањеника чије је лечење до тада било врло непријатно, са тешким инвалидитетом и најчешће погубно.
Паре је био и иноватор, спреман да одступи од дотадашње праксе. Он се залагао за примену масаже а увео је имплантацију зубног злата и сребра, примену протеза (вештачких удова, и вештачких очију). Он је популаризовао утеге за киле, први уочио да сифилис изазва анеуризму аорте. Лекари су дуго година уназад знали о постампутационом фантомском болу, али је ту појаву први описао Паре, у војника са ампутираним удовима и навео претпоставку да бол највероватније настаје у мозгу.

Пере је дао допринос унапређењу акушерства увођењем метода; окретања фетуса у материци у повољан положај за рођење и изазивању превременог порођаја у случајевима крварења у материци. Остао је познат је и по бројним конструктивним решењима хируршких инструмената.
Паре је објавио велики број књига из разних области медицине, а његови хируршки радови су имали велики утицај на даљи развој хирургије. Паре је међу првима делима објавио 1545. сопствена хируршка искуства, под насловом (фр. La Metoda de les traicter playes faictes par Hacquebutes, et aultres bastons FEU) у којима је опсисао методе лечења ране узрокованих ватреним оружјем. Збирка Пареових дела (која су одвојено објављена током његовог живота, на основу сопствених искустава у лечењу војника на бојном пољу) објављена су у Паризу 1575. Она су касније често прештампавана, а нека издања појавила су се на немачком и холандском, и енглеском језику (у преводу Томаса Џонсона). Због сталног ширења знања међу хирурзима (берберима-хирурзима) свога времена и непрекидног залагања да се хируршки рад подигне на ниво професионализма, Паре се сматра „оцем модерне хирургије."
Пареова позната реченица;...(фр. "Je le pansai, Dieu le guérit" — "Ја сам му само завио (бадажирао) а Бог га је излечио")..., најбоље илуструје филозофију његовог животног дела.

## Научни радови
- Briefve collection de l'administration anatomique, avec la maniere de cojoindre les os, et d'extraire les enfans tat mors que vivans du ventre de la mere, lors que nature de foy de peult venir a son effect[мртва веза]
- Deux livres de chirurgie, de la génération de l'homme, & manière d'extraire les enfans hors du ventre de la mère, ensemble ce qu'il faut faire pour la faire mieux, & plus tost accoucher, avec la cure de plusieurs maladies qui luy peuvent survenir[мртва веза]
- Discours d'Ambroise Paré : a savoir, De la mumie, De la licorne, Des venins, De la peste. Avec une table des plus notables matières contenues esdits discours[мртва веза]
- Dix livres de la chirurgie : avec le magasin des instrumens necessaires à icelle[мртва веза]
- La maniere de traicter les playes faictes tant par hacquebutes, que par fleches, & les accidentz d'icelles, comme fractures & caries des os, gangrene & mortification, avec les pourtraictz des instrumentz necessaires pour leur curation. Et la methode de curer les combustions principalement faictes par la pouldre à canon. Paris, 1551. Réédition en fac-similé, Paris, P.U.F. (Fondation Martin Bodmer). 2007.  978-2-13-056457-7..
- La maniere de traicter les playes faictes tant par hacquebutes, que par flèches, & les accidentz d'icelles, come fractures & caries des os, gangrene & mortification, avec les pourtraictz des instrumentz necessaires pour leur curation[мртва веза], éd. de Paris, 1552, consultable sur Gallica.
- Les œuvres de M. Ambroise Paré,... : avec les figures & portraicts tant de l'anatomie que des instruments de chirurgie, & de plusieurs monstres[мртва веза]
- Traicté de la peste, de la petite verolle & rougeolle... : avec une brefve description de la lèpre[мртва веза]
- Traicté de la peste, de la petite verolle & rougeolle...[мртва веза]
- Édition des œuvres de Paré procurée par J.-F. Malgaigne, 3 volumes, Paris, 1840. (Réimpr. Slatkine, 1970)
- Ambroise Paré : Œuvres complètes remises en ordre et en français moderne, par F. de Bissy et R.-H. Guerrand, Union latine d'édition, 1983, 3 tomes et un index.
- Ambroise Paré : Des monstres et prodiges, Ed.: L'Œil d'Or. 2005.  978-2-913661-07-3.. (Réédition de trois ouvrages de Paré : Des animaux et de l'excellence de l'homme, Des monstres et prodiges et le Discours de la licorne.)
- Édition (en cours à la date de novembre 2007) aux éditions Champion, sous la direction d'Évelyne Berriot-Salvadore.